# Adolphe Augustin Rey
Pour les articles homonymes, voir Rey.
Augustin Rey, dit Rey-Spitzer (né Adolphe Augustin Rey de Villette à Milan le 28 février 1864 et mort à Breteuil le 18 septembre 1934), est un architecte français.

## Biographie
Augustin Rey appartient à une famille Huguenote, française protestante, qui s'était réfugiée à Genève. Il est le fils de William Rey (1821-1888), professeur, et de Clothilde Bouvier. Il est le frère de Jean-Alexandre Rey (1861-1935), ingénieur des mines, membre de l'Académie des sciences (division des applications de la science à l'industrie) en 1930. Barthélemy Rey (1858-1918) est banquier, Rodolphe Rey (1866-1942) est avocat, Arnold Rey (1867-1940) est pasteur à Liège et a été tué au cours du bombardement d'Arras,, père de Jean Rey, président de la Commission européenne de 1967 à 1970, et une sœur, Thérèse Rey (1859-1952).
Après les cours à l'École des Arts décoratifs, il entre à l'École des beaux arts de Paris, entre 1883 et 1887, dans l'atelier de Louis-Jules André. Il collabore avec l'architecte Paul Sédille pour le magasin du Printemps, en 1885. Il est diplômé de l'École des beaux-arts en 1888.
En 1892, il a réalisé la Maison des jeunes orphelins, rue Alexandre-Dumas, dans le 11e arrondissement, puis en 1894, la Maison des apprentis et des jeunes ouvriers, rue Titon, dans le même arrondissement.
Il édifie plusieurs temples protestants :
- 1894-1896 : temple protestant du Puy-en-Velay,
- 1895-1896 : Église luthérienne de Bon-Secours, 20 rue Titon, 11e arrondissement, Paris
- 1896-1897 : église luthérienne Saint-Paul de Montmartre, 90 boulevard Barbès, 18e arrondissement, Paris
- 1898 : immeuble et temple protestant de Port-Royal, Paris
- 1900 : temple de Madranges (Corrèze),
- 1906 : temple protestant de Saintes.

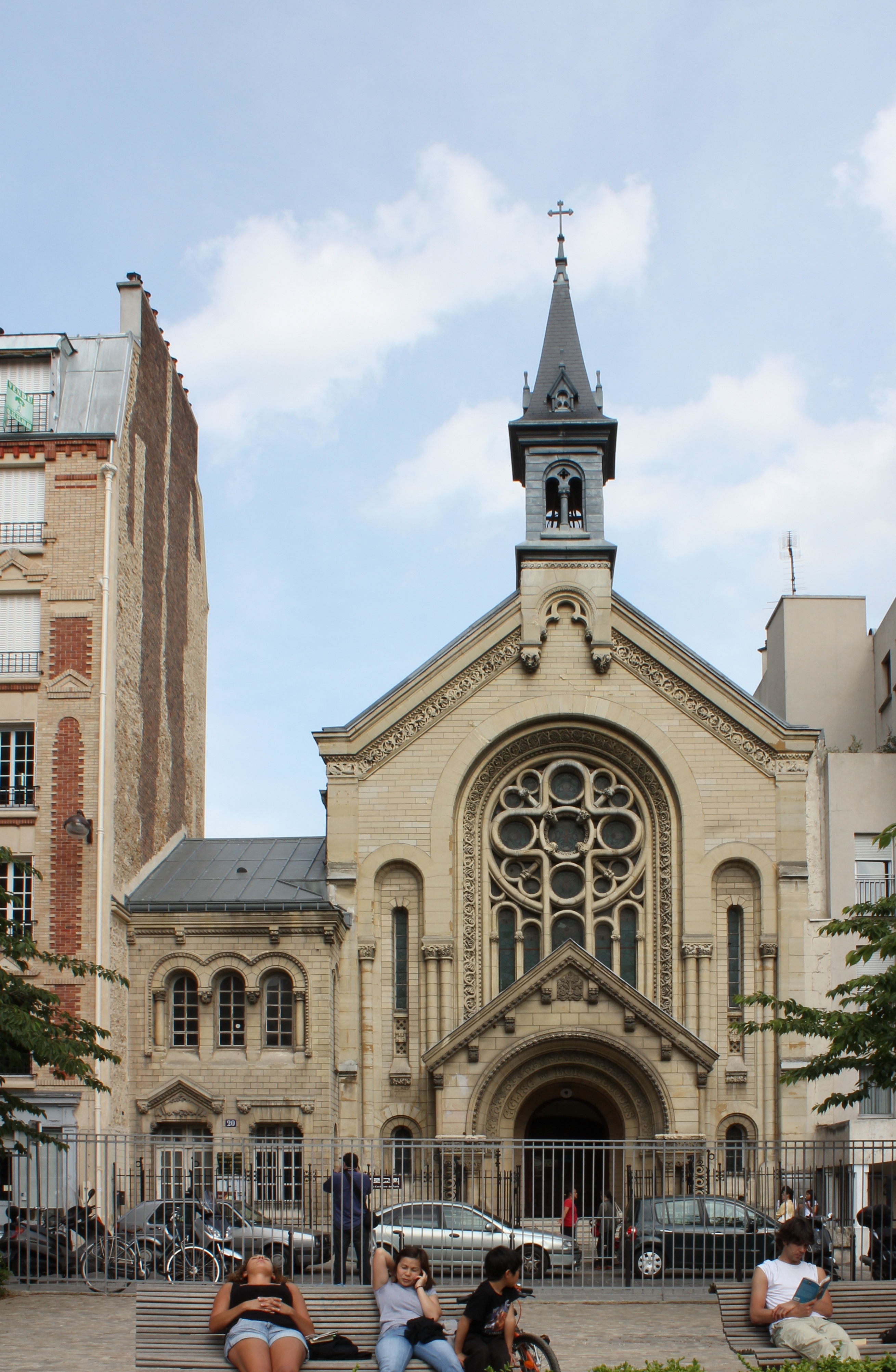
Église luthérienne du Bon-Secours
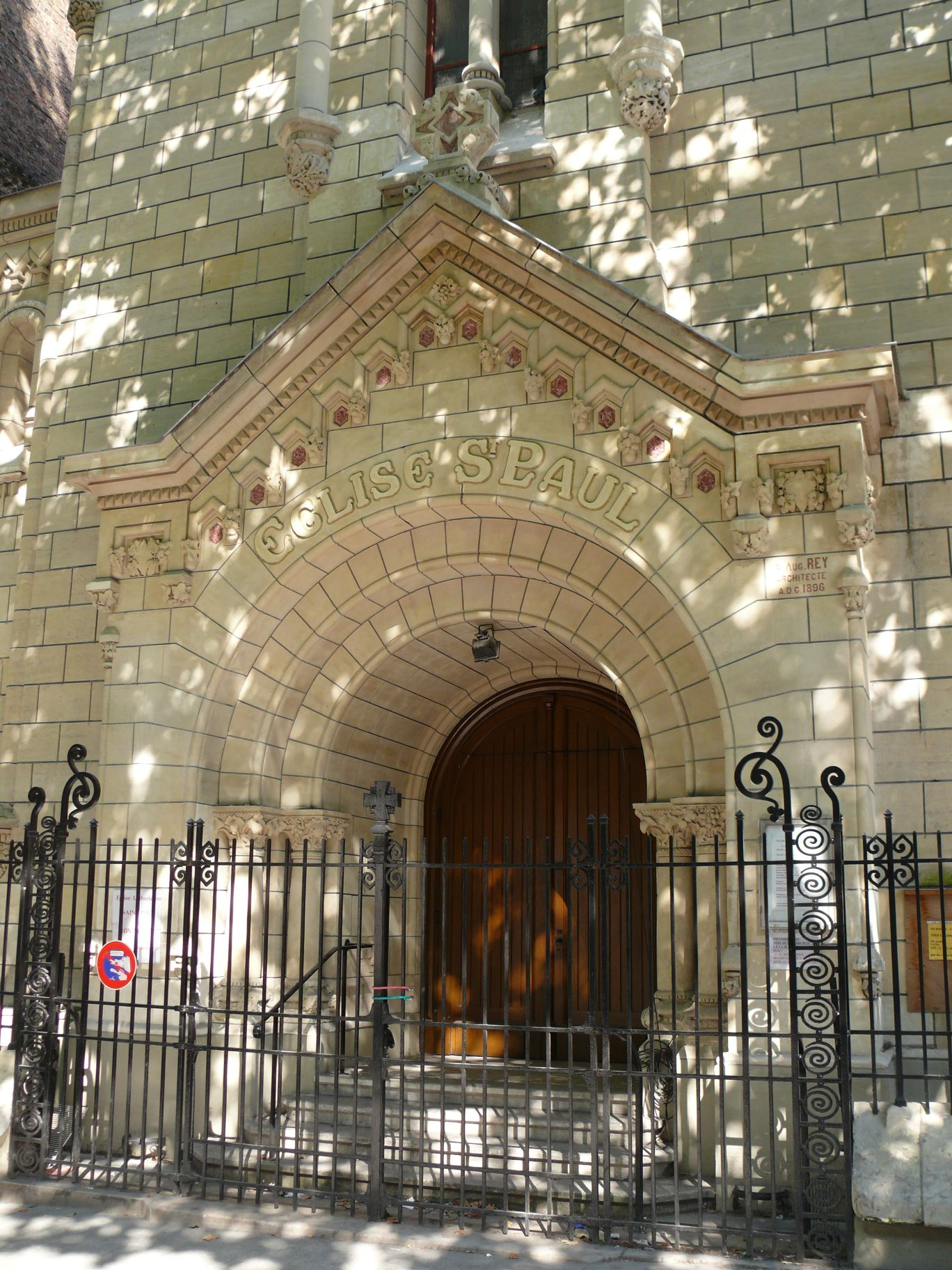
Église luthérienne Saint-Paul de Montmartre
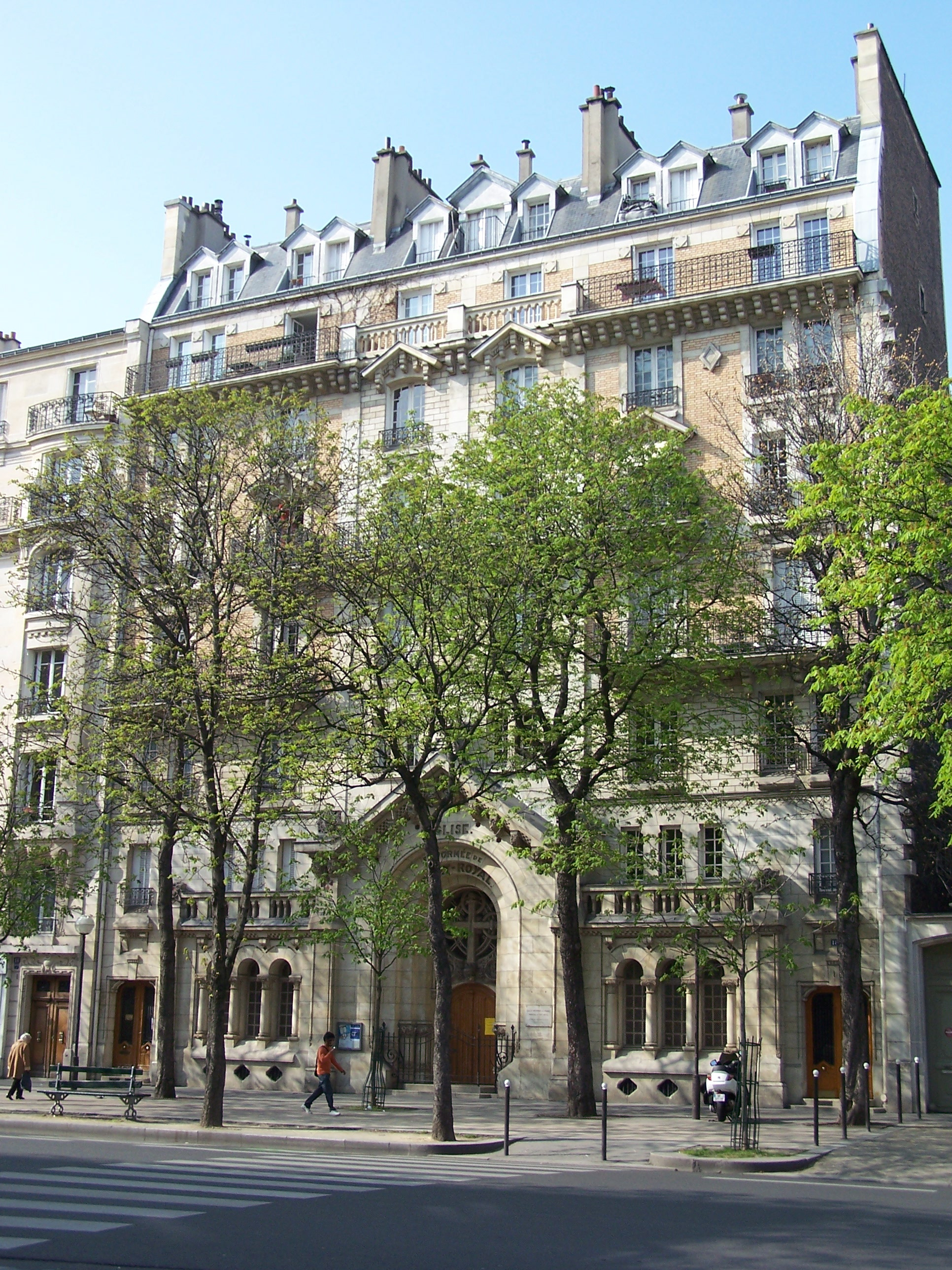
Temple protestant de Port-Royal
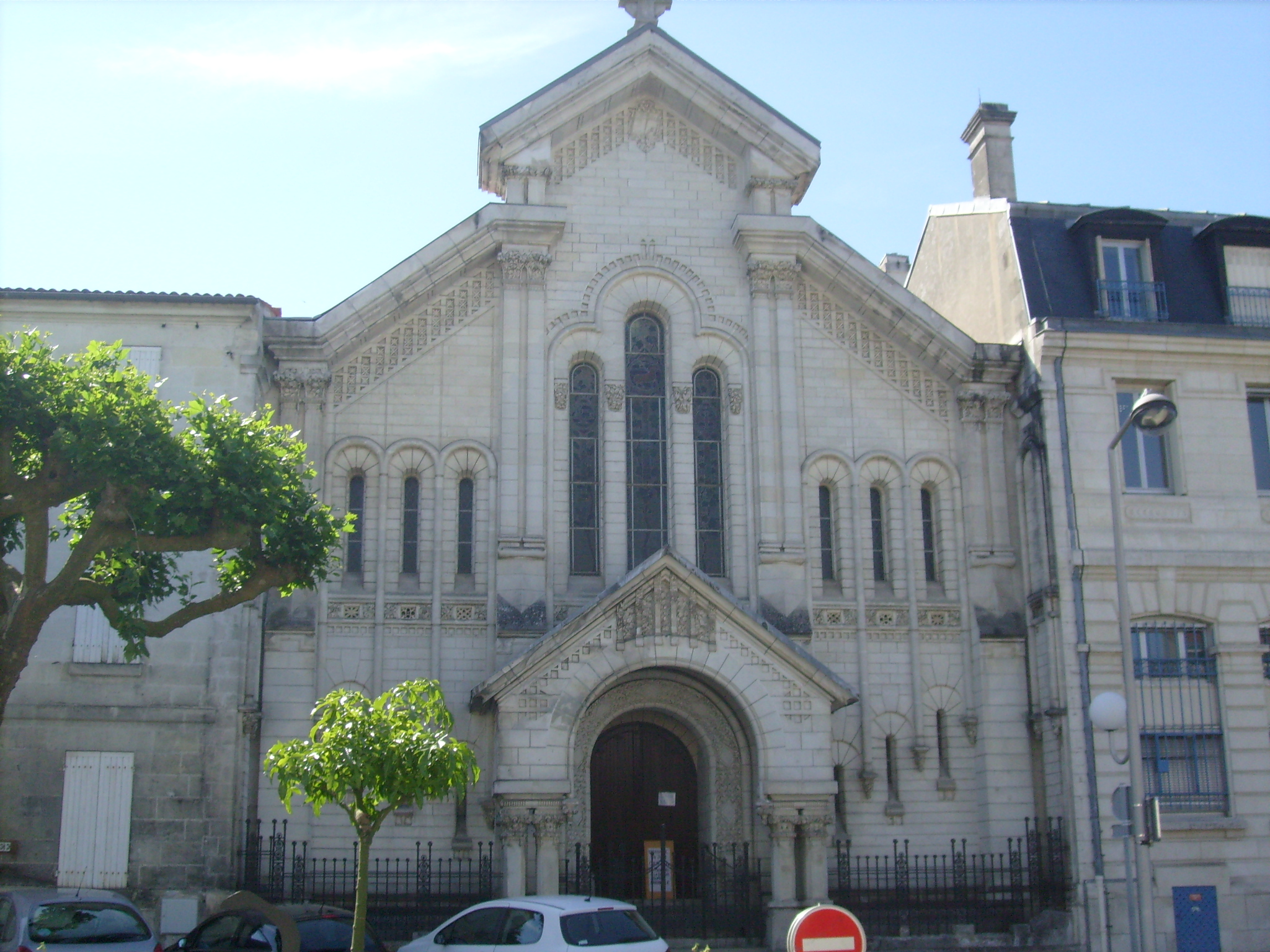
Temple protestant de Saintes

Dans le même temps il a construit des bâtiments sociaux :
- 1896 : Habitation à bon marché de la rue Titon, 11e arrondissement,
- 1897 : Asile temporaire pour enfants, avenue Villemain, 14e arrondissement,
- 1901 : Maison du peuple, à Montmartre, rue de Clignancourt, 18e arrondissement,
- 1909 : Maisons ouvrières pour les employés du Métro.

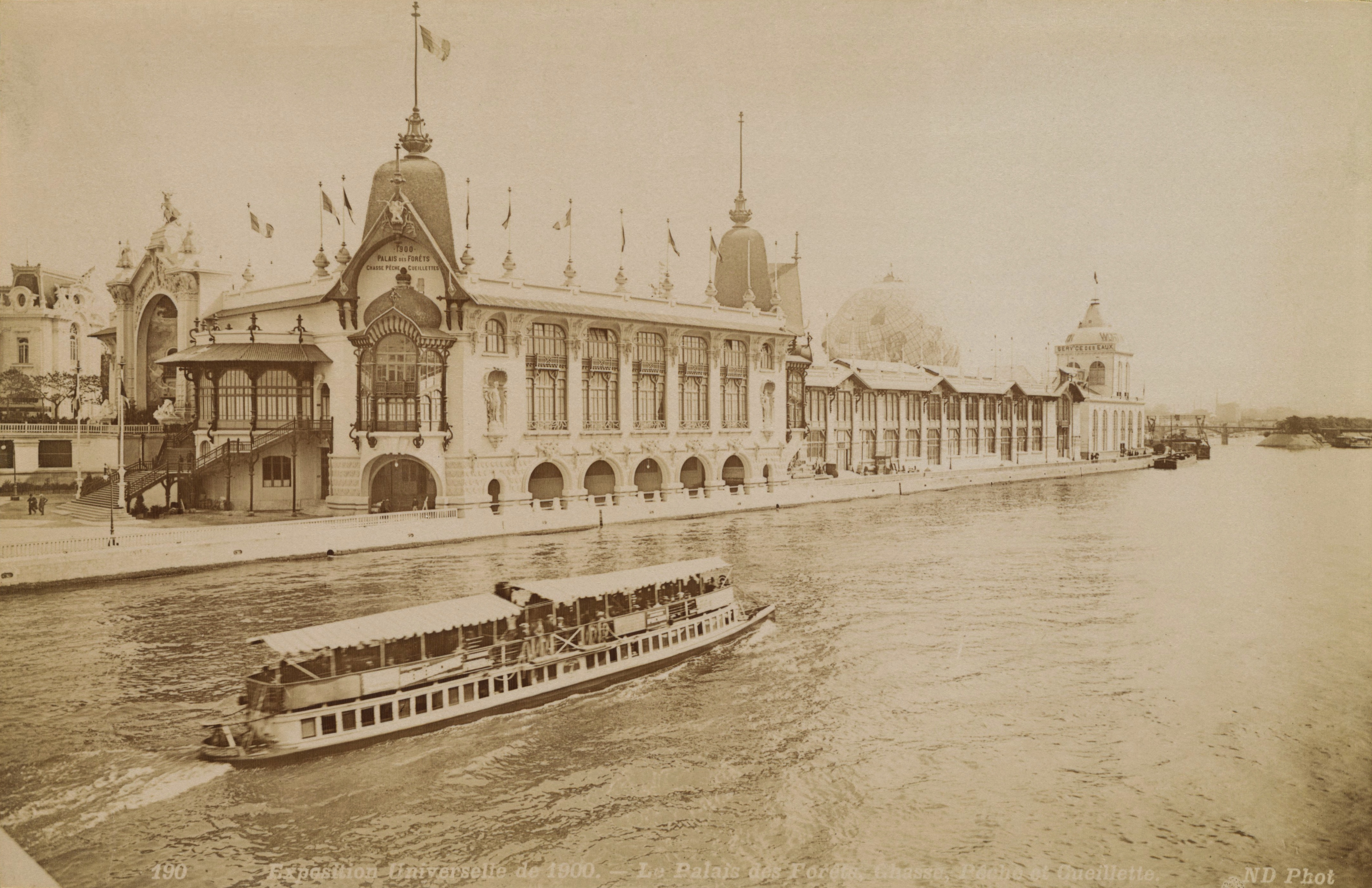
Palais des Forêts, Chasse, Pêche et Cueillette
Exposition Universelle 1900

Il est l'architecte du Palais des Forêts, Chasse, Pêche, Cueillettes pour l'Exposition universelle de 1900.
En 1900, il s'est marié avec Marguerite Spitzer, fille du collectionneur autrichien Friedrich Samuel Spitzer (Presbourg 1815-Paris 1890),.
Au 4e Congrès international de la tuberculose, en 1905, il propose une configuration idéale des pièces pour exploiter au mieux les effets bénéfiques de la lumière naturelle.
Il remporte le concours de la Fondation Rothschild, en 1905. Henry Provensal est classé deuxième. Augustin Rey devient architecte de la Fondation Rothschild. La fondation Rothschild va alors créer une agence de travaux pour étudier les trois premiers ensemble : rue du Marché-Popincourt, rue de Belleville et rue de Prague.
Cette réussite va être un tournant dans sa carrière et il va participer à deux nombreux en France, en Europe et aux États-Unis. Il va être l'auteur d'études théoriques sur l'hygiène et l'urbanisme. Il a reçu des médailles pour son projet pour la Fondation Rothschild en 1906.
À partir de cette date il va se spécialiser dans les problèmes d'hygiène dans l'habitat et d'urbanisme.
Le 30 septembre 1907, il est démis de ses fonctions dans la Fondation Rothschild car il demande d'occuper une fonction d'architecte-conseil adjoint pour étudier les questions générales de l'habitation populaire urbaine pour en éclairer les solutions, ce que refuse la fondation. Il est remplacé par Henry Prosenval. Il devient membre du Conseil supérieur des bâtiments à bon marché du ministère du Travail, membre du Conseil supérieur et du Comité technique de la petite propriété rurale du ministère de l'Agriculture. Il est admis à la Société centrale des architectes français. Il est le délégué officiel du gouvernement français dans plusieurs congrès et expositions internationales à partir de 1907.
Il semble qu'il se soit arrêté de construire des habitations après 1910 pour se consacrer à des études sur l'hygiène et l'urbanisme et la participation à des conférences et des expositions.
Il a été membre du jury de l'Exposition universelle de 1911 à Turin.
Dans la recherche hygiéniste de lutte contre les maladies épidémies et de recherches sur les qualités de la lumière solaire, il propose en 1920 un plafond lumineux.
Il a participé à de nombreuses conférences et rédigé plusieurs publications.
Il meurt à Breteuil, le 18 septembre 1934. Il est inhumé au cimetière de Passy.

## Publications
- En 1906 : De la meilleure répartition dans les villes des logements ouvriers, des moyens d'en assurer l'assainissement. Rôle de l'initiative privée et des pouvoirs publics. 2e Congrès international d'assainissement et de salubrité de l'habitation. Genève, 1907. Paris. 1907.
- En 1912 : Le Cri de la France : des logements. La gravité de la crise, les grands remèdes.
- En 1928 : Il publie les résultats de ses recherches sur l'hygiène urbaine et l'orientation solaire des habitations dans La science des plans de villes.
- En 1946 : publication de L'Hygiène de l'habitation, tome 16 du Traité d'hygiène, qu'il avait rédigé dans les années 1920.
- Il a collaboré aux revues L'architecture et La construction moderne.

Pendant la Première Guerre mondiale il publie plusieurs livres :
- La question des Balcans devant l'Europe : vues historiques et diplomatiques, 1916 (lire en ligne).
- La guerre européenne et les enseignements de l'histoire : la France et l'Italie : hier, aujourd'hui, demain, conférence donnée à Florence à la Société Léonard de Vinci, le 25 novembre 1916, 1916 (lire en ligne)
- La guerre européenne et les enseignements de l'histoire : l'union des nations latines, France et Italie, 1917 (lire en ligne) ;

## Distinction
- Prix Cognacq-Jay de l'Institut de France, en 1885[11] ;
- Prix Rougevin de l'Institut de France, en 1886 ;
- Grande médaille de la Société des architectes, en 1886 ;
- Médaille d'or de 1re classe de la Société des artistes français, en 1906 ;
- Médaille d'or de la Société des sciences de Lille, en 1909 ;
- Grande médaille de l'Architecture privée de la Société centrale des architectes pour l'ensemble de ses travaux, en 1911
- Chevalier de la Légion d'honneur, en 1913[13].